# الزوجة 13 (فلم)
الزوجة 13 هو فيلم مصري أنتج في عام 1962، من تأليف أبو السعود الإبياري، ومن إخراج فطين عبد الوهاب وبطولة شادية ورشدي اباظة وحسن فايق وشويكار وعبد المنعم إبراهيم.

## قصة الفيلم
تدور أحداث الفيلم في إطار كوميدي حول مراد (رشدي أباظة) مدير شركة غزل يحب الشهوات وله 12 زيجة سابقة حتى يتعرف على عايدة (شادية) فيتزوج منها ويخفى عليها نزواته السابقة ولكن إحداهن (شويكار) تبلغها بذلك فتبدر عايدة خطة للانتقام من مراد.

## فريق العمل

### المؤلف والمخرج
إخراج: فطين عبد الوهاب

تأليف:
- أبو السعود الإبياري (سيناريو)
- علي الزرقاني (قصة وسيناريو وحوار)

### بطولة
- شادية
- رشدي أباظة
- حسن فايق
- شويكار
- عبد المنعم إبراهيم
- زينب صدقي
- زينات علوي
- وداد حمدي
- نوال أبو الفتوح

## أغاني الفيلم
- على عش الحب

غناء شادية

كلمات مرسي جميل عزيز، الحان منير مراد
- وحياة عنيك

غناء شادية

كلمات مرسي جميل عزيز، الحان كمال الطويل
- زينة

الحان محمد عبد الوهاب، صوت حورية حسن

## أهمية الفيلم
الزوجة 13 هو واحدٌ من بين ثلاثة أفلام مصرية اختارها نقاد سينمائيون ضمن أفضل مئة فيلم مصري (1996)، وأفضل مئة فيلم كوميدي مصري (2022)، أفضل مئة فيلم غنائي مصري (2023). الفيلمان الآخران هما غزل البنات، والأيدي الناعمة.

## روابط خارجية
- الزوجه 13 على موقع IMDb (الإنجليزية)
- الزوجه 13 على موقع قاعدة بيانات الأفلام العربية
- الزوجه 13 على موقع فيلمافينيتي (الإسبانية)
- الزوجه 13 على موقع قاعدة بيانات الفيلم (الإنجليزية)
- الزوجه 13 على موقع ليتربوكسد (الإنجليزية)
- الزوجه 13 على موقع كينوبويسك (الروسية)